# Злати войвода (село)
 Тази статия е за селището Злати войвода.  За личността вижте Злати войвода (хайдутин).  
Злати войвода е село в Югоизточна България. То се намира в община Сливен, област Сливен. В землището му се намира курортът Сливенски минерални бани.

## География
Злати войвода е село в Югоизточна България. Разположено е на магистралния път София-Бургас, близо до Сливенските минерални бани. Намира се на 17 km от Сливен и 270 km от София.
В близост до селото минава р. Тунджа, има един напоителен канал и четири микроязовира.

## История
До 1968 г. името на селото е Джиново. При избухването на Балканската война в 1912 г. 2 души от Джиново са доброволци в Македоно-одринското опълчение.
По данни селището съществува повече от 3000 години, което се потвърждава от намиращата се в близост селищна могила „Текето“. Един или два пъти селото е било размествано на сегашното място и при местността „Махленски гробища“ край река Тунджа. На север от селото се намира „Кале баир“, където личат средновековни укрепления. Тук са били намерени стари монети.
Съгласно преданието това селище е било много старо. Името му е турско и отчасти побългарено. Според някои, то е от Джин-Али, който бил турски хермит и живял на мястото на днешното село в гората. Самотността на този мохамедански отшелник накарало околните българи и турци да му прикачат прякора Джин, което ще рече Дух на злите същества. Село Джиново от средата на 17 век е принадлежало на татарските султани Гереевци. На запад от селото, по пътя за Нова Загора, се намира „Сатма чешма“, където е бил убит сливенския войвода Злати Кокарчоолу през 1810 г.
През 1968 г. селото е преименувано в Злати войвода.

## Обществени институции
Училище
Училището е със 139-годишна история. В селото има и целодневна детска градина. Училището е открито през 1873 г. в приспособен стар плевник.
През 1879 г. е построена нова сграда, подходяща за училище, оформена с двор и ограда. През 1922 г. е открита прогимназия и фелдшерски пункт. Година по-късно, селото е свързано с телефон.
Читалище
В късната есен на 1924 г. е основано читалище „Просвета“ от местни учители и група прогресивни селяни. От 1968 г. читалището се помещава в нова многофункционална сграда, която се оформя и утвърждава като културно-просветен и обществен център.
За своята 50-годишна дейност читалището е наградено с орден „Кирил и Методий" 2 степен. А за 80-годишнината, с решение на настоятелството, са връчени грамоти на всички самодейци и на техните художествени ръководители. През годините читалището видоизменя формите си на дейност в съответствие с желанията и интересите на хората, но запазва мястото и ролята си на притегателен център за всички нуждаещи се от изяви и духовни потребности. Прочутото „джиновско хоро“ носи името на селото. През 1968 г. Филип Кутев посещава читалището, харесва изпълнението на местните кавалджии и записва мелодията.

## Икономика
През 1925 г. в селото е образувана потребителна кооперация и е открит магазин.
Едно от първите ТКЗС за страната е основано в с. Злати войвода – 1945 г. Основният поминък на населението е свързан с производството на плодове и зеленчуци, като много хора са заети и в промишлеността на гр. Сливен. Село Злати войвода е известно в страната и чужбина с „Долината на прасковите“.